# Solo (Blanka-dal)
A Solo (magyarul: Egyedül) a lengyel Blanka dala, mellyel Lengyelországot képviselte a 2023-as Eurovíziós Dalfesztiválon Liverpoolban. A dal 2023. február 26-án, a lengyel nemzeti döntőben, a Tu bije serce Europy! Wybieramy hit na Eurowizję című műsorban megszerzett győzelemmel érdemelte ki a dalversenyen való indulás jogát.

## Eurovíziós Dalfesztivál
2023. január 15-én a Telewizja Polska bejelentette a 2023-as Tu bije serce Europy! Wybieramy hit na Eurowizję résztvevőinek teljes listáját, amelyen az énekesnő is szerepelt. A dal a műsort megelőzően már 2022. szeptember 23-án megjelent, és hamar népszerű lett Lengyelországban. A dal február 26-án megnyerte a nemzeti döntőt, ahol a szakmai zsűri, valamint a nézői szavazatok együttese alakította ki a végeredményt. A zsűri listáján az első lett, míg a közönség a második helyre sorolta a Solo-t, így összesítésben megnyerte a versenyt és ez a dal képviselheti Lengyelországot az Eurovíziós Dalfesztiválon.
A dalfesztivál előtt Stockholmban, Tel-Avivban, Madridban, Amszterdamban és Londonban eurovíziós rendezvényeken népszerűsítette versenydalát.
A dalt először a május 11-én rendezett második elődöntőben fellépési sorrendben kilencedikként adta elő a Görögországot képviselő Victor Vernicos What They Say című dala után és a Szlovéniát képviselő Joker Out Carpe Diem című dala előtt. Az elődöntőből harmadik helyezettként sikeresen továbbjutott a május 13-i döntőbe, ahol fellépési sorrendben negyedikként lépett fel, a Svájcot képviselő Remo Forrer Watergun című dala után és a Szerbiát képviselő Luke Black Samo mi se spava című dala előtt.
A zsűri szavazáson a huszonnegyedik helyen végzett 12 ponttal, míg a nézői szavazáson a nyolcadik helyen végzett 81 ponttal (Ukrajnától maximális pontot kapott), így összesítésben 93 ponttal a verseny tizenkilencedik helyezettje lett.
A következő lengyel induló Luna The Tower című dala volt a 2024-es Eurovíziós Dalfesztiválon.

### Kapott pontok
Második elődöntő
| Szavazat | Össz | Szavazó országok | Szavazó országok | Szavazó országok | Szavazó országok | Szavazó országok | Szavazó országok | Szavazó országok | Szavazó országok | Szavazó országok | Szavazó országok | Szavazó országok | Szavazó országok | Szavazó országok | Szavazó országok | Szavazó országok | Szavazó országok   | Szavazó országok | Szavazó országok | Szavazó országok    |
| Szavazat | Össz | Dánia            | Örményország     | Románia          | Észtország       | Belgium          | Ciprus           | Izland           | Görögország      | Szlovénia        | Grúzia           | San Marino       | Ausztria         | Albánia          | Litvánia         | Ausztrália       | Egyesült Királyság | Spanyolország    | Ukrajna          | A Világ többi része |
| -------- | ---- | ---------------- | ---------------- | ---------------- | ---------------- | ---------------- | ---------------- | ---------------- | ---------------- | ---------------- | ---------------- | ---------------- | ---------------- | ---------------- | ---------------- | ---------------- | ------------------ | ---------------- | ---------------- | ------------------- |
| Nézők    | 124  | 7                | 8                | 3                | 8                | 7                | 6                | 10               | 5                | 8                | 8                | 2                | 7                | 7                | 12               |                  | 10                 | 4                | 12               |                     |

Döntő
| Zsűri | 12 | 6  |  |  |   |  |   |   |   |  |  |  |  | 2 |   |  |  |   | 1 | 1 |   |  |   |   |  |  |   |  | 2 |  |  |  |   |  |   |   |   |  |
| Nézők | 81 | 12 |  |  | 2 |  | 4 | 8 | 1 |  |  |  |  | 4 | 4 |  |  | 3 | 5 |   | 7 |  | 2 | 6 |  |  | 5 |  |   |  |  |  | 1 |  | 1 | 8 | 8 |  |

## Galéria

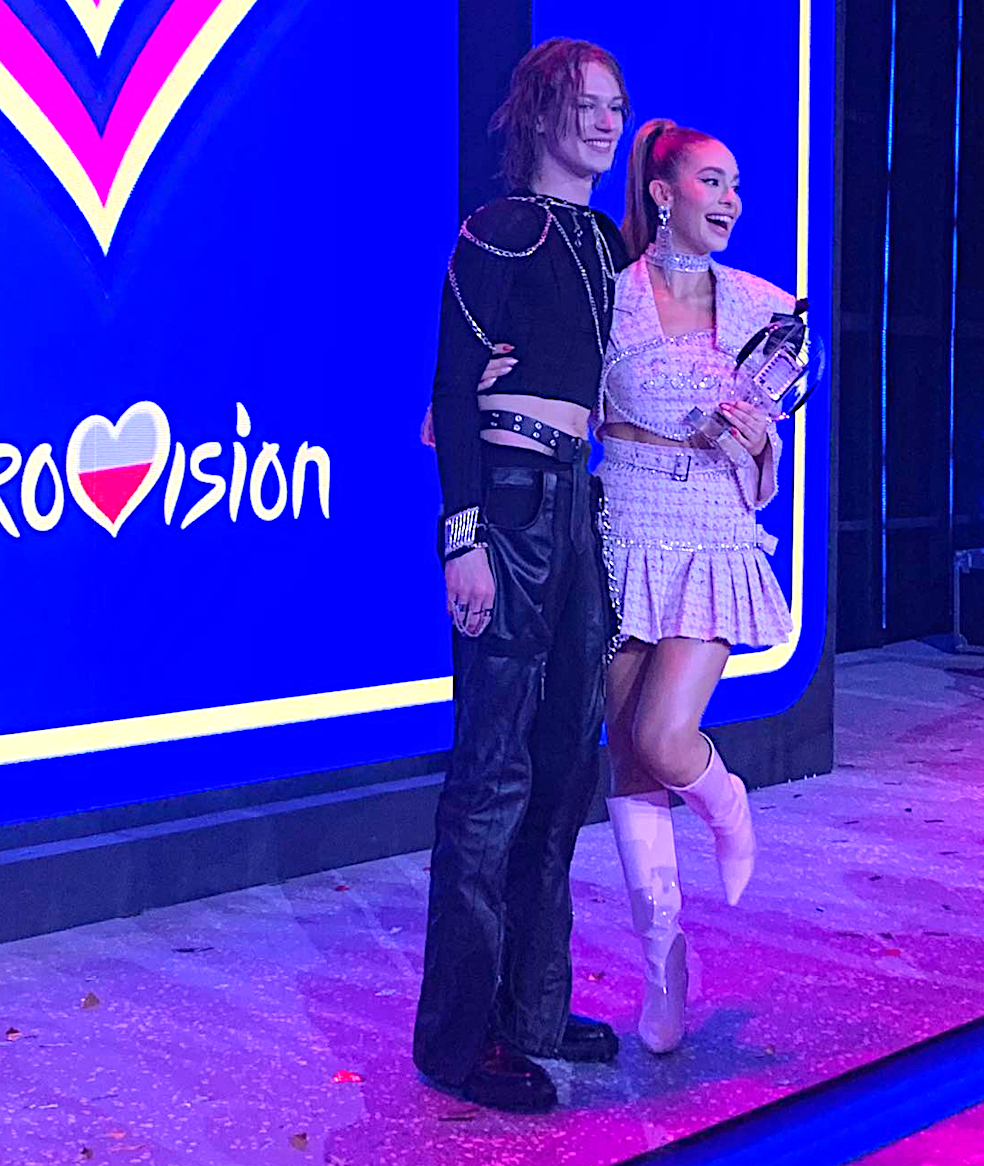
A lengyel döntő után
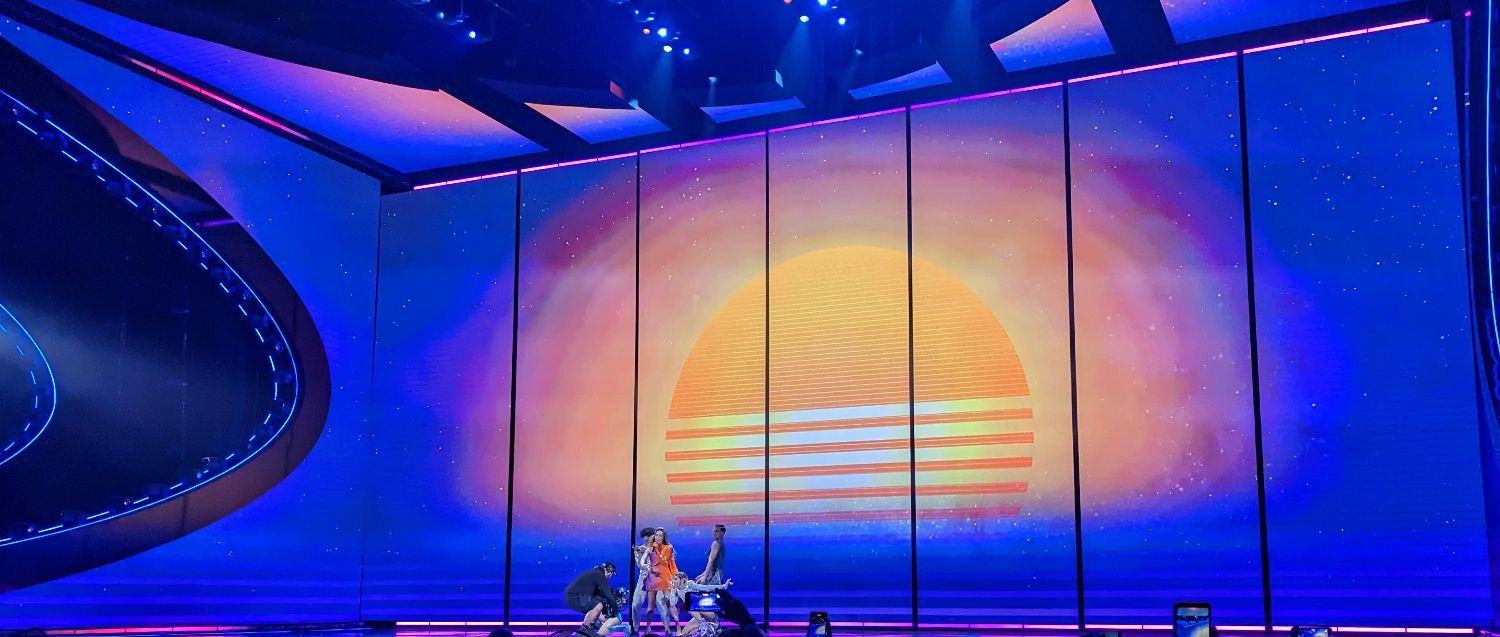
Az második elődöntőben
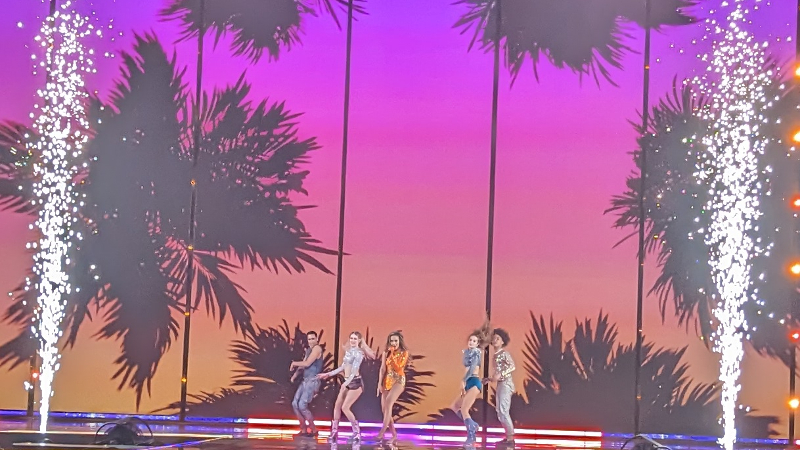
A döntőben